# Transimpedanzverstärker
Ein Transimpedanzverstärker (auch Strom-Spannungs-Wandler oder I-U-Wandler genannt) ist ein elektrischer Verstärker, der einen Eingangsstrom in eine proportionale Ausgangsspannung umwandelt. Es handelt sich also um eine stromgesteuerte Spannungsquelle.

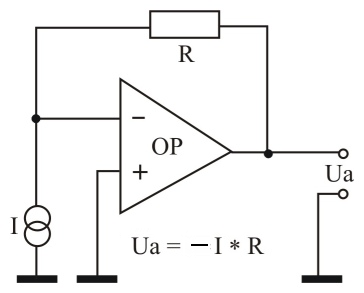
Transimpedanzverstärker

Das Verhältnis von Ausgangsspannung zu Eingangsstrom wird als Transimpedanz
{\displaystyle Z={\frac {U_{a}}{I}}}
bezeichnet, die die gleiche Einheit wie eine Impedanz (Ohm) hat.
Idealerweise hat ein Transimpedanzverstärker den Eingangswiderstand Null und einen sehr niedrigen Ausgangswiderstand.

## Funktionsbeschreibung
Eine typische Schaltung eines Transimpedanzverstärkers ist nebenstehend abgebildet. Die Verstärkerschaltung besteht aus einem „herkömmlichen“, spannungsgesteuerten Operationsverstärker (VV-OPV) und ist nicht mit dem Bauelement des stromrückgekoppelten Operationsverstärkers (CV-OPV) zu verwechseln.
Der nichtinvertierende Eingang des Operationsverstärkers liegt auf Masse; in den invertierenden Eingang wird ein Stromsignal geschickt. Der Operationsverstärker ist mit einem ohmschen Widerstand {\displaystyle R} gegengekoppelt. Der Operationsverstärker sorgt mit seiner sehr hohen Verstärkung und der Gegenkopplung durch {\displaystyle R} dafür, dass die Spannungsdifferenz zwischen den beiden OPV-Eingängen nur Bruchteile eines Millivolts beträgt. Dadurch wird der Verbindungspunkt von Stromquelle {\displaystyle I}, {\displaystyle R} und dem OPV-Eingang eine sogenannte virtuelle Masse, die für Spannungen tatsächlich wie ein Kurzschluss nach Masse wirkt. Der zu messende Strom verursacht einen konstanten Spannungsabfall null.
Als Folge der Knotenregel, der zufolge die vorzeichenrichtige Summe aller Ströme an diesem Punkt Null ist (in den OPV-Eingang fließt idealerweise kein Strom), ergibt sich an {\displaystyle R} die Ausgangsspannung {\displaystyle U_{a}} zu:
{\displaystyle U_{a}=-R\cdot I}
beziehungsweise die Verstärkung bzw. Transimpedanz {\displaystyle Z} in Volt pro Ampere (=Ohm):
{\displaystyle Z=-R}
Praktisch bedeutet das Vorzeichen, dass ein von der Masse weg fließender (also zum OPV hin fließender) Messstrom eine negative Ausgangsspannung verursacht. Der Vorteil gegenüber einer Strommessung mittels Shunt ist der vernachlässigbare Spannungsabfall der Strommessung mittels Transimpedanzverstärker.

## Anwendung
Der Transimpedanzverstärker wird unter anderem in der Messtechnik eingesetzt, um präzise Messungen kleiner Ströme (z. B. Fotoströme) zu ermöglichen. Es können wenige Nanoampere Eingangsstrom bzw. Nanowatt Lichtleistung präzise gemessen werden. Allerdings ist die Grenzfrequenz umso niedriger, je größer die Empfindlichkeit ist.
Ein für Messzwecke geeigneter Betriebsmodus für die typischerweise daran betriebenen Fotodioden ist der Quasikurzschluss: die Fotodiode erzeugt einen Fotostrom, ohne dass eine Spannung an ihren Anschlüssen anliegt. In diesem Modus entfällt der Reststrom der Fotodiode, der beim Betrieb in Sperrrichtung stört. Im Quasikurzschluss betriebene Fotodioden werden üblicherweise mit ihrer Kathode an den Eingang und mit der Anode an Masse angeschlossen, sodass sich bei Lichteinfall eine positive Ausgangsspannung ergibt und der OPV so oft keine negative Betriebsspannung benötigt.
Da die Wechselspannung an der Fotodiode beim idealen Transimpedanzverstärker gleich 0 ist, spielt deren Sperrschichtkapazität lediglich für das Verhalten des Verstärkers eine Rolle – sie verursacht eine Phasenverschiebung und Frequenzlimitierung des Rückkopplungssignales. So werden deutlich höhere Grenzfrequenzen erreicht, wenn die Diode in Sperrrichtung vorgespannt wird, da so die Sperrschichtkapazität sinkt. 5 MHz Bandbreite bei einer Fotodioden-Sperrschichtkapazität 50 pF und einer Transimpedanz von 200 V/mA sind erreichbar (OPA657).
Um über mehrere Größenordnungen messen zu können, gibt es umschaltbare beziehungsweise programmierbare Transimpedanzverstärker.
Weiterhin gibt es logarithmierende Transimpedanzverstärker, mit denen ohne Umschaltung über viele Größenordnungen gemessen werden kann.